# Antonio Sicurezza

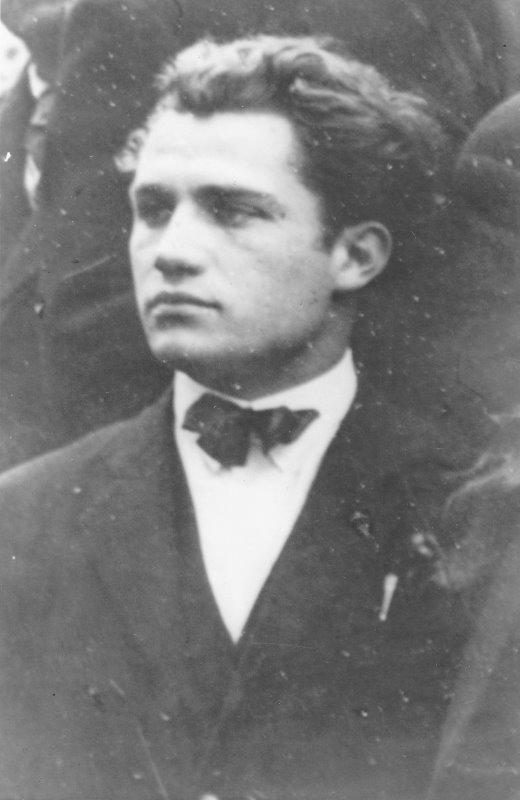
Antonio Sicurezza als junger Mann

Antonio Sicurezza (* 1905 in Santa Maria Capua Vetere; † 1979 in Formia) war ein italienischer Maler. Er arbeitete im Niederlatium und gilt als Vertreter der figurativen Gegenwartskunst.

## Leben und Wirken
Antonio Sicurezza studierte als Stipendiat an der Akademie der Bildenden Künste in Neapel Malerei bei Carlo Siviero, Vincenzo Volpe, Vincenzo Migliaro und Paolo Vetri. Nach Erlangung des Diploms wurde er nach Formia gebeten, um dort von 1933 bis 1934 die Kapelle des Heiligen Antonius in der Kirche von Maranola bildreich auszuschmücken. In Formia machte er auch Bekanntschaft mit der Grundschullehrerin Virginia Mastrogiovanni, die er 1934 heiratete. Während der Kämpfe des Zweiten Weltkriegs musste das Paar mit seinen inzwischen vier Kindern zunächst in die Höhlen des Berges Monte Maio bei Coreno Ausonio fliehen und dann die Kriegsfront in Kalabrien durchqueren. Am Ende des Krieges kehrte die Familie nach Formia zurück. Viele Kirchen des Landes waren zerstört oder beschädigt. Auch Arbeiten von Sicurezza lagen in Trümmern oder wurden in Fragmenten an entfernten Orten wiedergefunden. Sicurezza erklärte sich bereit, Aufträge zur Erneuerung anzunehmen.
Neben der motivisch vorgegebenen Kirchenmalerei entfaltete er seine Kreativität bald auch in freier Kunst. Ende der 1950er Jahre bezog er in der Landschaft um Formia, Santa Maria la Noce, ein Domizil, in dem er ein großes Atelier einrichtete, wo sich Skizzen und umfangreiche Bilderfolgen für religiöse Werke bequemer anfertigen ließen und wo er sich nun – weg vom Pinsel, hin zum Spatel – auf die Ölmalerei verlegen konnte. Insbesondere malte er Porträts und Stillleben. Er nahm mit seinen Ölgemälden an Gruppenausstellungen teil und gewann Preise. Ebenso stellte er in Einzelausstellungen aus und wurde mit und in Katalogen gewürdigt.
Im fortgeschrittenen Alter zogen Antonio Sicurezza und seine Frau ins Stadtzentrum von Formia. Den Künstler befeuerte sein Schaffensdrang: Für ein Gemälde benötigte er ungefähr fünf Sitzungen, was mindestens zwei neue Werke pro Woche bedeutete. Er arbeitete sowohl vormittags als auch nachmittags und begann häufig mit den für ihn schwierigeren Ausschnitten, um danach die Darstellungen, worin er geübt war, entspannt hinzuzufügen. Aus dieser Zeit stammen Gruppendarstellungen von Jugendlichen mit Musikinstrumenten, viele Akte, üppige Stillleben und einige Außenszenen.
Ausnahmsweise reiste Sicurezza im August 1978 nicht nach Santa Maria Capua Vetere, um dem jährlichen Festa della Beata Vergine Maria Assunta, den Maria-Himmelfahrt-Feierlichkeiten, beizuwohnen, denn er litt bereits an der Krankheit, die ein Jahr später zu seinem Tode führte.
Sicurezza hinterließ eine große Anzahl von Altarbildern, Landschaften, Porträts und Aktdarstellungen sowie Stillleben, die er in leuchtenden Farben und einem lichten realistischen bis nachimpressionistischen Stil malte. Im Rathaus von Formia werden im Sala Sicurezza dauerhaft Bilder des Künstlers gezeigt.

## Bibliografie

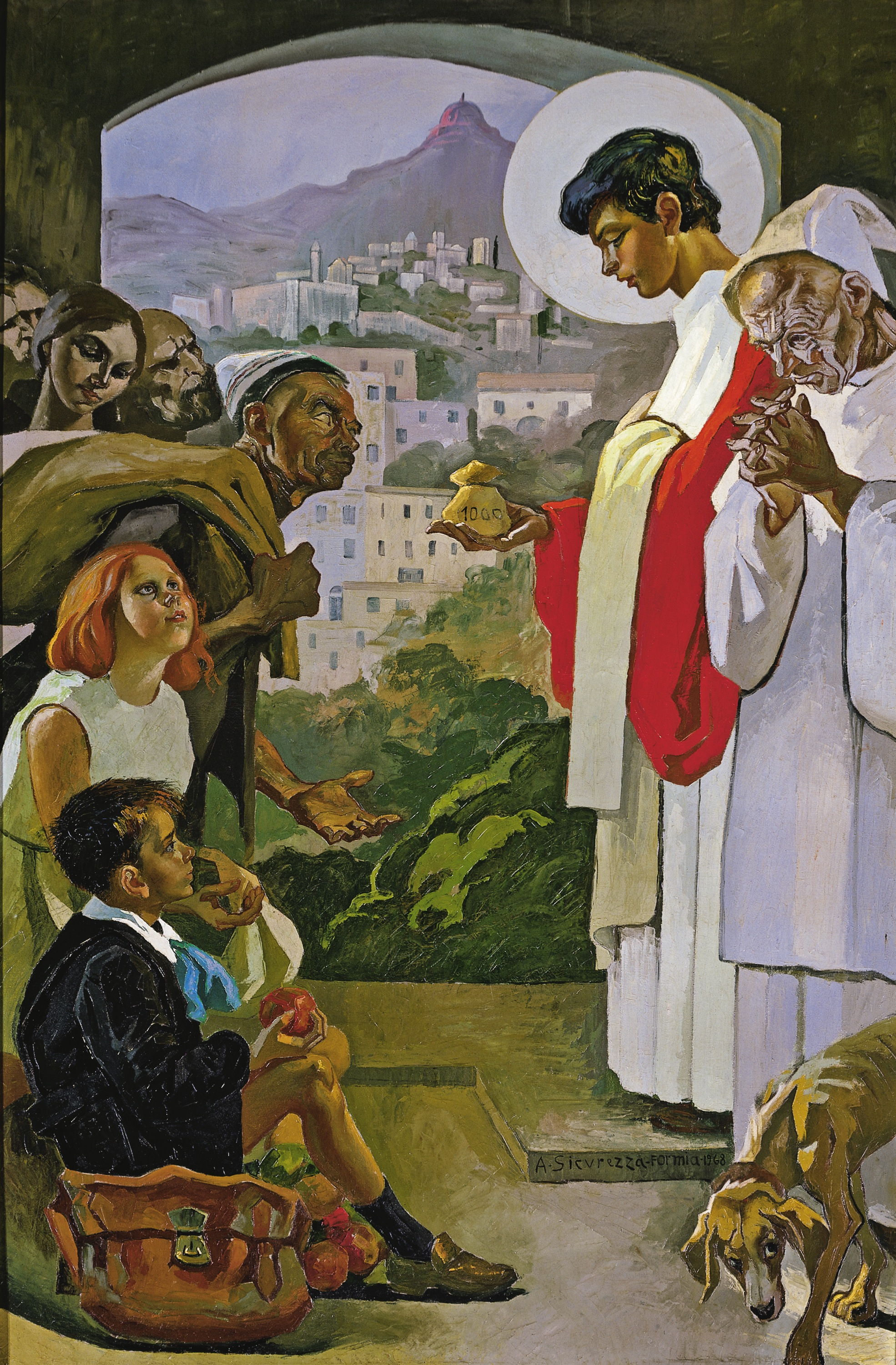
Charity von St Lawrence, 1968, Formia – Kirche des Heiligen Johannes der Täufer

- Grimaldo Casalnuovo, Antonio Sicurezza: Colori e poesia. Atena, Roma 1961.

- Studio Fotografico Immagine: Opere di Antonio Sicurezza nelle chiese del Basso Lazio. Centro grafico gpr, Roma 1981.

- Massimiliano Vittori (Hrsg.): Maestri storici della provincia di Latina nelle raccolte camerali. Associazione Culturale Novecento, Latina 1998.
- Pier Giacomo Sottoriva (Hrsg.): Storia illustrata di Formia - volume V: Formia in età contemporanea, dagli anni Quaranta alla fine del Novecento. Elio Sellino Editore, Avellino 2003.
- Pier Giacomo Sottoriva (Hrsg.): Antonio Sicurezza, pittore. Cent'anni dalla nascita, 1905–2005. Tipografia Monti, Cisterna di Latina 2005.
- Anna Luce Sicurezza: La Sala Antonio Sicurezza nel palazzo municipale di Formia. Palombi Editori, Roma 2007, ISBN 978-88-6060-081-3.
- Anna Luce Sicurezza: La produzione pittorica di Antonio Sicurezza negli edifici di culto. Palombi Editori, Roma 2008, ISBN 978-88-6060-149-0.
- Gerardo De Meo: Maranola nella pittura di Antonio Sicurezza. Palombi Editori, Roma 2010, ISBN 978-88-6060-289-3.
- Alessandra Lanzoni: La pittura di Antonio Sicurezza. De Luca Editori d’Arte, Roma 2011, ISBN 978-88-6557-041-8.
- Mario Rizzi: I dipinti minturnesi di Antonio Sicurezza. Palombi Editori, Roma 2011, ISBN 978-88-6060-380-7.
- Giuseppe La Mastra: Antonio Sicurezza – Paesaggi. De Luca Editori d’Arte, Roma 2012, ISBN 978-88-6557-092-0.
- Ferdinando Buranelli: Antonio Sicurezza – Temi Sacri e Religiosi. De Luca Editori d’Arte, Roma 2013, ISBN 978-88-6557-115-6.
- Sabrina Zizzi: Antonio Sicurezza – Nudi. De Luca Editori d’Arte, Roma 2013, ISBN 978-88-6557-140-8.
- Teresa Sacchi Lodispoto: Antonio Sicurezza – Nature Morte. De Luca Editori d’Arte, Roma 2014, ISBN 978-88-6557-153-8.
- Sabrina Spinazzè: Antonio Sicurezza – Ritratti. De Luca Editori d’Arte, Roma 2014, ISBN 978-88-6557-188-0.
- Teresa Sacchi Lodispoto: Antonio Sicurezza a Formia. De Luca Editori d’Arte, Roma 2015, ISBN 978-88-6557-249-8.
- Anna Luce Sicurezza: Antonio Sicurezza. Ritrovamenti ultimi e approfondimenti biografici. De Luca Editori d’Arte, Roma 2018, ISBN 978-88-6557-355-6.
- Eugenio Sicurezza: Antonio Sicurezza. Interventi conservativi e nuovi ritrovamenti. De Luca Editori d’Arte, Roma 2023, ISBN 978-88-6557-530-7